# Palpita shafferi
Palpita shafferi is een vlinder uit de familie van de grasmotten (Crambidae), uit de onderfamilie van de Spilomelinae. De wetenschappelijke naam van deze soort is voor het eerst voorgesteld door Hiroshi Inoue in een publicatie uit 1996.
De soort komt voor in Indonesië (Sumatra).